# فاميكوم جومب 2: سايكيو نو شيشينين
فاميكوم جومب 2: سايكيو نو شيشينين (باليابانية: ファミコンジャンプII 最強の7人)  ، هي لعبة فيديو للجزء الثاني من سلسلة فايكوم جومب ، أصدرت شركة بانداي في الأسواق اليابانية عام 1991م ، ويتكون من سبع شخصيات في اللعبة ، ومن بينها شخصية غوكو من سلسلة دراغون بول.